# مرناب
مرناب هي قرية في مقاطعة هريس، إيران. عدد سكان هذه القرية هو 10 في سنة 2006.